# دار الحكومة
دار الحكومة هي سراي الحاكم ويطلق على محل الحكومة، والحكومة هنا مصدر بمعنى الحكم.